# Pinto, Chile
Pinto este un târg și comună din provincia Ñuble, regiunea Bío Bío, Chile, cu o populație de 10.673 locuitori (2012) și o suprafață de 1164 km2.